# Jean Darbellay
Jean Darbellay (* 1912; † 18. September 2008) war ein Schweizer Rechtswissenschaftler und Rechtsphilosoph.
Darbellay wurde 1944 promoviert und wurde 1954 zum außerordentlicher Professor an der Universität Freiburg ernannt. 1972 übernahm er den Lehrstuhl für allgemeines und schweizerisches öffentliches Recht, Verwaltungsrecht und Rechtsphilosophie. In den Studienjahren 1958/59 und 1967/68 war er Dekan der Rechts-, Wirtschafts- und Sozialwissenschaftlichen Fakultät. 1982 wurde er emeritiert.

## Schriften
- La règle juridique de la société politique: son fondement moral et social. Imprimerie de l'Oeuvre St-Augustin, St-Maurice 1945
- Le Poète et la connaissance poétique. Imprimerie de l'Oeuvre St-Augustin, St-Maurice
- Théorie générale de l'illicéité en droit civil et en droit pénal. Editions Universitaires, Fribourg 1955
- Emmanuel Kant. Vers la paix perpétuelle. Essai philosophique. Traduction précédée d'une introduction historique et critique par Jean Darbellay. Presses universitaires de France, Paris 1958
- La réflexion des philosophes et des juristes sur le droit et le politique. Editions Universitaires, Fribourg 1987